# DNSWL
DNSWL (DNS-based white list; en français, liste blanche de DNS) est à la fois un terme générique et un terme spécifique.
Le terme générique DNSWL désigne une liste blanche de serveurs SMTP fiables.
Le terme spécifique DNSWL.org désigne un site Web contenant une liste de 150,000 serveurs SMTP légitimes.

## Besoin d'une liste blanche de DNS
Les programmes de filtrage de pourriels utilisent des méthodes heuristiques pour identifier les pourriels. Cette approche probabiliste a l’inconvénient de réduire la fiabilité des serveurs de courrier en identifiant des faux positifs pour lesquels un message est éliminé sans que l'expéditeur en soit avisé. Une liste blanche augmente la probabilité que les messages légitimes soient identifiés comme tels.
Une liste blanche a aussi l'avantage d'identifier les spambots qui ne peuvent que très difficilement se faire accepter dans la liste.

## Le site dnswl.org
Le site dnswl.org a été fondé le 1er novembre 2006 par Matthias Leisi. Les serveurs SMTP légitimes peuvent s'enregistrer gratuitement sur le site.
Le site contient, entre autres, les adresses IP, le nom de domaine et une adresse électronique de contact pour les sites inscrits. Le site contient aussi un niveau de fiabilité pour le site. Les logiciels de filtrage de courrier peuvent utiliser ce niveau de fiabilité dans leurs algorithmes pour déterminer si un message est un pourriel.

## Référence
1. ↑  (en) Matthias Leisi, « Happy Birthday, dnswl.org »(Archive.org • Wikiwix • Archive.is • Google • Que faire ?), 1er novembre 2008 (consulté le 16 juillet 2009)

## Source
- (en) Cet article est partiellement ou en totalité issu de l’article de Wikipédia en anglais intitulé « DNSWL » (voir la liste des auteurs).